# Stråhåarna
Stråhåarna är en sjö i Härjedalens kommun i Härjedalen och ingår i Ljusnans huvudavrinningsområde. Sjön har en area på 0,157 kvadratkilometer och ligger 792,1 meter över havet. Sjön avvattnas av vattendraget Synder-Strån.

## Delavrinningsområde
Stråhåarna ingår i det delavrinningsområde (689965-135763) som SMHI kallar för Utloppet av Stråhåarna. Medelhöjden är 838 meter över havet och ytan är 15,48 kvadratkilometer. Det finns inga avrinningsområden uppströms utan avrinningsområdet är högsta punkten. Synder-Strån som avvattnar avrinningsområdet har biflödesordning 3, vilket innebär att vattnet flödar genom totalt 3 vattendrag innan det når havet efter 332 kilometer. Avrinningsområdet består mestadels av skog (34 procent), sankmarker (34 procent) och kalfjäll (29 procent). Avrinningsområdet har 0,59 kvadratkilometer vattenytor vilket ger det en sjöprocent på 3,8 procent.